# Anchorage Football Stadium
O Anchorage Football Stadium é um estádio com capacidade para 3.500 pessoas em Anchorage, Alasca, usado para futebol americano, atletismo e futebol. O Anchorage Football Stadium está localizado próximo ao Mulcahy Stadium e à Sullivan Arena. Foi uma das primeiras instalações desportivas a ter uma superfície FieldTurf instalada em 1999.

## História
Em 31 de julho de 2003, um avião Cessna 207 Skywagon transportando quatro passageiros fez um pouso forçado de emergência na pista do estádio durante uma partida de futebol. Os jogadores e espectadores do Anchorage Football Stadium e do vizinho Mulcahy Stadium correram para os destroços para ajudar os que estavam a bordo, todos sobreviveram.